# 霍普·兰格
霍普·兰格（英語：Hope Lange，1933年11月28日—2003年12月19日），美国女演员。曾获得黄金时段艾美奖喜剧类电视系列剧最佳女主角。